# Cavalcarono insieme
Cavalcarono insieme (Two Rode Together) è un film western del 1961 diretto da John Ford, con protagonisti James Stewart e Richard Widmark.

## Trama
Lo sceriffo di Tascosa Guthrie McCabe, prossimo alla rielezione, si sta godendo la quiete della sua città, quando arriva un gruppo di soldati con l'incarico di condurlo a forte Grant per incontrare un gruppo di coloni i cui cari sono stati catturati anni prima dai Comanche. Non senza proteste, McCabe accetta di andare a contrattare, accompagnato dal capitano Gary, il rilascio dei prigionieri con il capo Quanah, con cui in passato ha stabilito rapporti di amicizia.
Quando McCabe e Gary giungono all'accampamento indiano trovano subito una anziana donna bianca, che riconoscono come la moglie del predicatore del forte; la donna non vuole tornare e preferisce che la credano morta piuttosto che sopportare la vergogna. Lo stesso dicasi per Frida, ragazza sedicenne figlia di un colono, già madre di due bimbi indiani. I due riescono a riportare al forte solo un ragazzo, di origini bianche, ma ormai integrato completamente nella civiltà comanche, e una nobildonna messicana di nome Elena, divenuta la squaw del focoso Orso di Pietra, che, nel tentativo di riprendere la donna, viene ucciso da McCabe sul tragitto del ritorno.
Il ragazzo Lupo Veloce, che non accetta di trovarsi in un ambiente ormai estraneo, arrivato al forte uccide la donna che lo libera credendolo suo figlio e finisce impiccato, un attimo dopo aver riacquistato, grazie a un vecchio carillon, la memoria dell'infanzia di bambino bianco. Le donne del forte sottopongono Elena a chiacchiere umilianti e malevole e la donna, accompagnata da McCabe, con il quale si è stabilito un reciproco affetto, decide di partire verso la California.

## Tematica
Il film amplia e approfondisce il tema, caro a Ford, del recupero dei prigionieri delle tribù pellerossa e del loro reinserimento nella società dei bianchi, già abbozzato in Sentieri selvaggi.